# Telling the World
Singles de Taio Cruz
Higher
(2010) Falling in Love
(2011)
Telling the World est une chanson de l'artiste, chanteur-auteur-compositeur anglais Taio Cruz, publié en tant que septième single et premier de la seconde réédition de son deuxième album studio, Rokstarr. La chanson apparaît aussi dans le film Rio, et est connue comme le thème principal du film. Les paroles sont chantées dans la perspective de Blu, le protagoniste du film. La chanson a été publiée au Royaume-Uni le 20 mars 2011 en téléchargement numérique, se positionnant ainsi à la 138e place des UK Singles Chart. Le clip a été mis en ligne sur YouTube le 18 mars 2011.

## Listes des pistes
Téléchargement Numérique
1. Telling the World (Rio Pop Mix) - 4:19

Digital Single
1. Telling the World (Rio Soundtrack Version) – 3:33
2. Telling the World (Rokstarr Radio Version) - 4:09

## Classement
| Classement (2011)                        | Meilleure position |
| ---------------------------------------- | ------------------ |
| Autriche (Ö3 Austria Top 40)             | 21                 |
| German Airplay Chart                     | 46                 |
| Pays-Bas (Single Top 100)                | 96                 |
| UK Singles (The Official Charts Company) | 138                |

## Historique des sorties
| Pays        | Date         | Format                   |
| ----------- | ------------ | ------------------------ |
| Royaume-Uni | 20 mars 2011 | Téléchargement numérique |